# Cathédrale Saint-Canice de Kilkenny
Cette  cathédrale ne doit pas être confondue avec une autre cathédrale de Kilkenny.
La cathédrale Saint-Canice de Kilkenny est une cathédrale anglicane irlandaise consacrée à saint Canice (en anglais Cainnech of Aghaboe).
Elle est le siège historique du diocèse d’Ossory, fusionné une première fois avec l’évêché de Ferns et Leighlin en 1835, puis avec celui de Cashel et Waterford en 1977 dans le diocèse de Cashel et Ossory.
Le bâtiment actuel date du XIIIe siècle et est la deuxième plus longue cathédrale en Irlande[précision nécessaire]. Derrière la cathédrale, se trouve une tour ronde de 30 m (100 pieds) datée du IXe siècle très bien préservée.
La cathédrale est construite sur un ancien site qui a été utilisé par les chrétiens depuis le VIe siècle. Dans les années 1120, l’évêché d’Ossory est déplacé d’Aghaboe à Kilkenny. Au moment de la Réforme, les Églises anglicane et catholique se séparent ; la cathédrale Saint-Canice devient anglicane, et la cathédrale Sainte-Marie a été érigée pour les catholiques.
La cathédrale contient des mémoriaux du XVIe siècle. Le style architectural est du gothique primitif, et elle est construite en pierre calcaire. Elle est richement décorée avec de nombreux vitraux, et particulièrement celui de l’est — réplique de l’original du XIIIe siècle.

## Histoire
Kilkenny est l'ancienne capitale du royaume d’Ossory (en) ; la cathédrale Saint-Canice se dresse sur un site chrétien depuis le VIe siècle. Le nom de Kilkenny n’est d’ailleurs que la version anglicisée de l’irlandais Cill Chainnigh irlandaise, qui signifie « église de Canice ».
On suppose qu’il y a eu sur le site une première église de bois, remplacée à la fin du Moyen Âge par une église en pierre de style roman. Celle-ci a été enfin remplacée par l’imposante cathédrale médiévale actuelle. À quelques yards de la branche sud du transept se dresse une tour ronde de 30 m (100 pieds) datée du IXe siècle. Son sommet est accessible par un ensemble d’échelles à l’intérieur et offre une bonne vue de Kilkenny et la campagne environnante ; elle a peut-être été à la fois tour de guet et refuge.
La colline sur laquelle s’élève la cathédrale est considérée comme le centre de la première colonie de Kilkenny. La tour ronde laisse penser qu’il y aurait eu une fondation ecclésiastique précoce. On en sait peu sur les structures laïques anciennes du secteur. La zone alentour, appelée Irishtown, est la partie la plus ancienne de la ville actuelle.

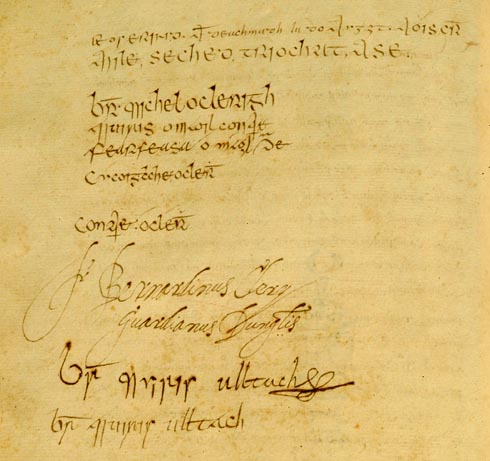
Signatures des quatre maîtres des Annales

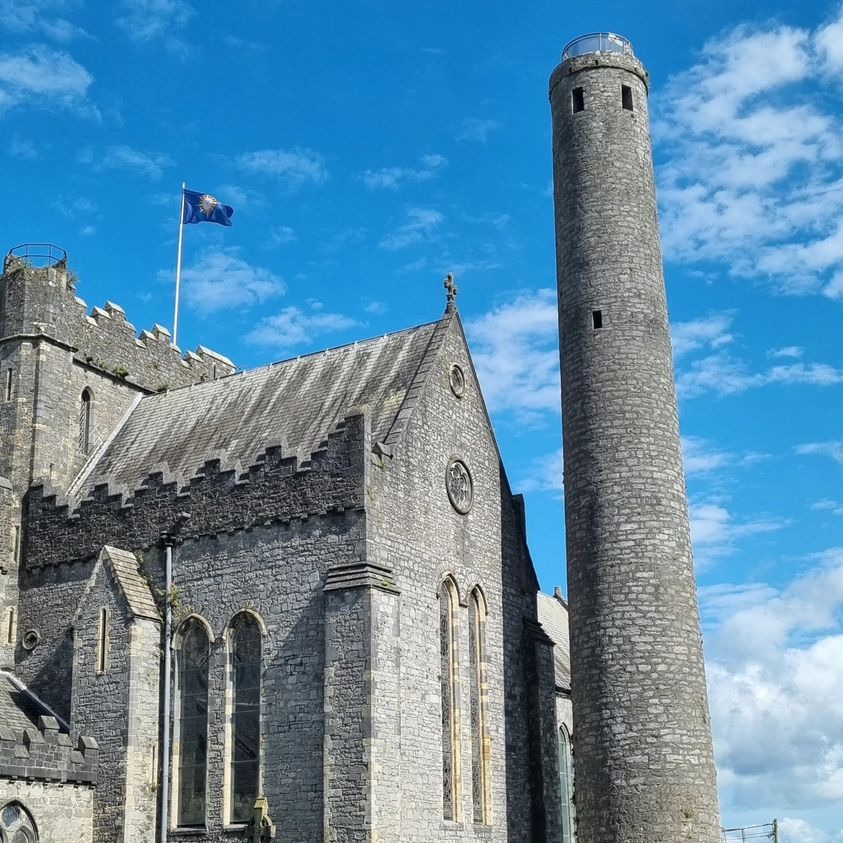
La tour ronde à la hauteur du transept.

Il n’y a pas de mention de Kilkenny dans la vie de Cainnech of Aghaboe, de Ciarán of Saighir ou dans les annales du début de l’Irlande, ce qui laisse penser que la ville n’avait pas une grande importance. Les Annales des quatre maîtres ont en revanche des entrées pour Cill Chainnigh, en 1085 (« Ceall-Cainnigh was for the most part burned », « Ceall-Cainnigh a été pour une grande part brûlée ») et en 1114 (« …Cill-Cainnigh […] were all burned this year », « Cill-Cainnigh brûla entièrement cette année »),.
L’édifice actuel est commencé au XIIIe siècle, situé alors à l’extrémité ouest de Kilkenny, et présente des similitudes avec la cathédrale Saint-Patrick de Dublin, commencée à la même période et également terminée à la fin du XIIIe siècle.
En 1324, le Livre rouge d’Ossory écrit par Richard Ledred, évêque de Ossory — plus connu pour ses relations hérétiques et son procès de sorcellerie — présente une cantilène de soixante vers en latin. Comme indiqué par ailleurs dans le livre, Ledred a écrit ces vers « pour les vicaires de la chorale de la cathédrale de Kilkenny, ses prêtres et religieux, pour être chantés aux grandes fêtes et autres occasions, que leur gorge et leur bouche, sanctifiées pour Dieu, ne soit pas polluées avec des chansons théâtrales, indécentes, et laïques ».
La cathédrale a été restaurée entre 1844 et 1867, sans qu’aucun élément caractéristique ne soit supprimé.

## Description

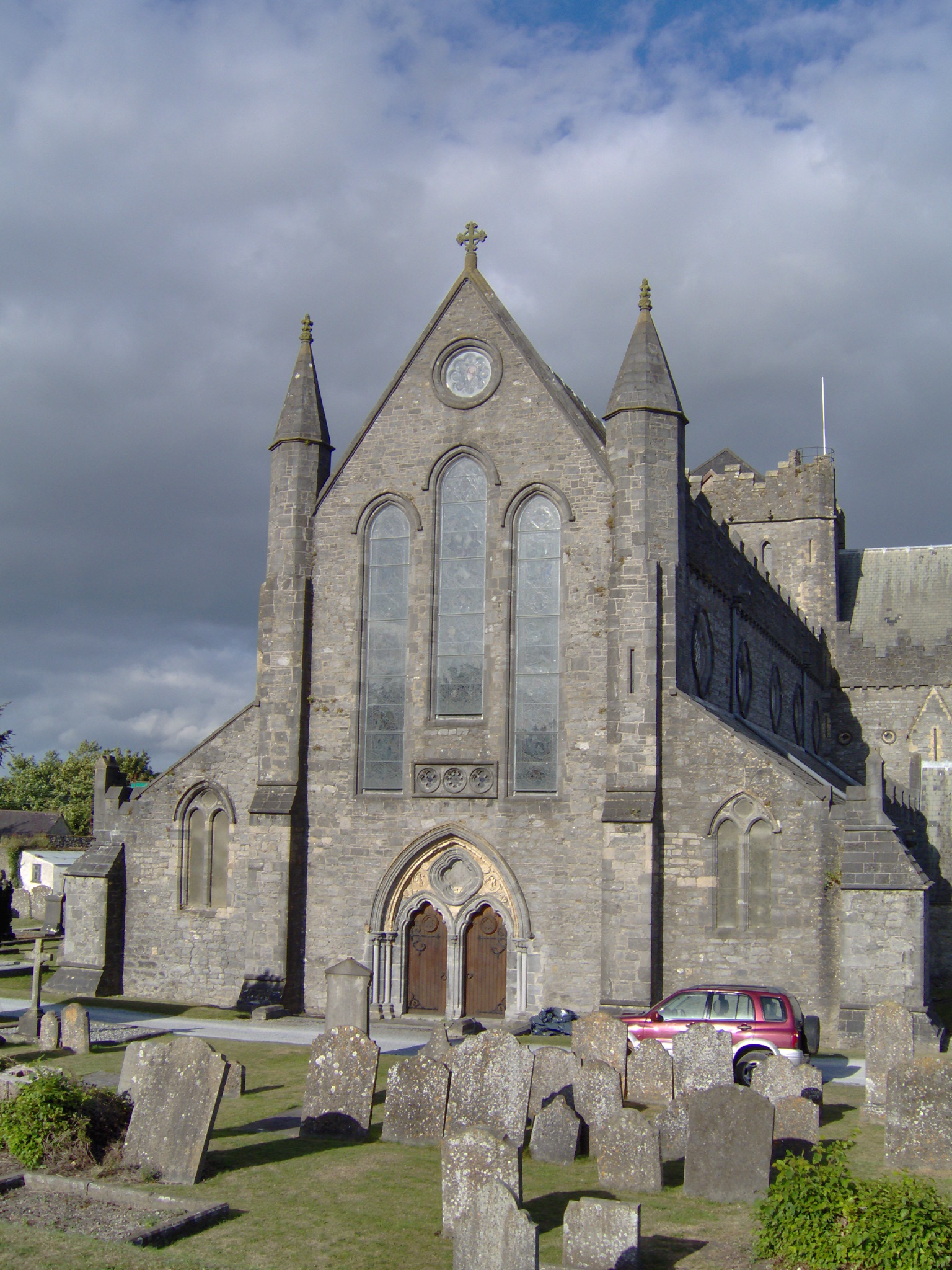
La façade principale.

Sur un plan en croix latine, la cathédrale a été construite dans un style gothique primitif anglais, en pierre calcaire, avec une tour centrale peu haute supportée de colonnes de marbre noir. Les murs extérieurs, hormis les pignons, sont crénelés, et l’on trouve deux petites flèches qui encadrent le frontispice à l’ouest. La cathédrale mesure environ 70 m (75 yards) de long, et sa largeur au niveau du transept est de 37,5 m (41 yards).
À l’intérieur, de hauts arcs en ogive forment les entrées de la nef vers le chœur et les deux bras du transept. Entre la nef et les collatéraux, on trouve également une ligne de cinq piles de quatre colonnes, avec de hauts arcs moulurés. La nef est éclairée par un large vitrail ouest et cinq fenêtres à claire-voie. Les fonts baptismaux datent de l’époque médiévale, et l’ancienne pierre de l’ordination épiscopale est toujours présente sous le siège de la cathèdre médiévale dans le bras nord du transept, où les évêques d’Ossory ont jusqu’à ce jour été sacrés.
La cathédrale contient de nombreux anciens mémoriaux, dont celui de l’évêque David, et les tombes de nombreux évêques d’Ossory et de propriétaires du château de Kilkenny. Le sujet de ces mémoriaux dépend beaucoup de la classe sociale des personnes, allant des grandes figures de la maison de Ormonde (en) à l’humble charpentier. Dans le bras nord du transept se trouve l’ancienne cathèdre de saint Kieran en pierre sculptée, toujours utilisée pour l’ordination des évêques de Cashel et Ossory.
On trouve des bas-reliefs du continents sur les stalles du chœur et le plafond aux poutres martelées. La cathédrale a de nombreux vitraux ; celui de la fenêtre Est est une réplique de l’original du XIIIe siècle.
Du côté est du bras sud du transept se trouve le lieu de réunion du consistoire, construit par l’évêque Pococke, avec la maison du chapitre à son nord. Depuis le bras nord du transept, un passage sombre mène à la chapelle Sainte-Marie, où prennent place les services liturgiques de la paroisse, et plus loin à une autre chapelle où se trouve la tombe de l’évêque Gafney († 1576).
Malgré quelques restaurations au XIXe siècle, la cathédrale a préservé son style originel.
Non loin à l’est de la cathédrale se trouve le palais épiscopal.

## Galerie

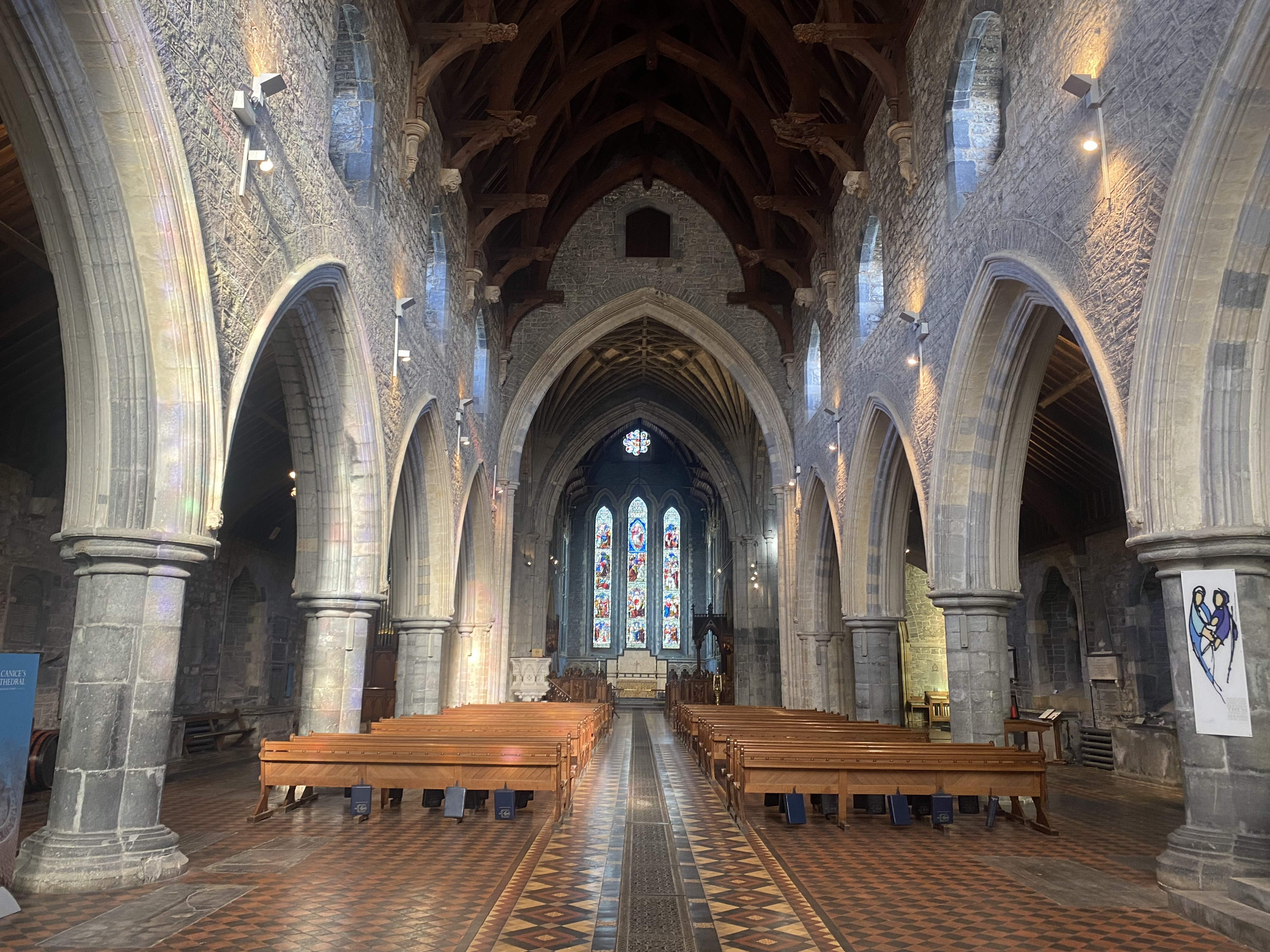
Nef de la cathédrale.
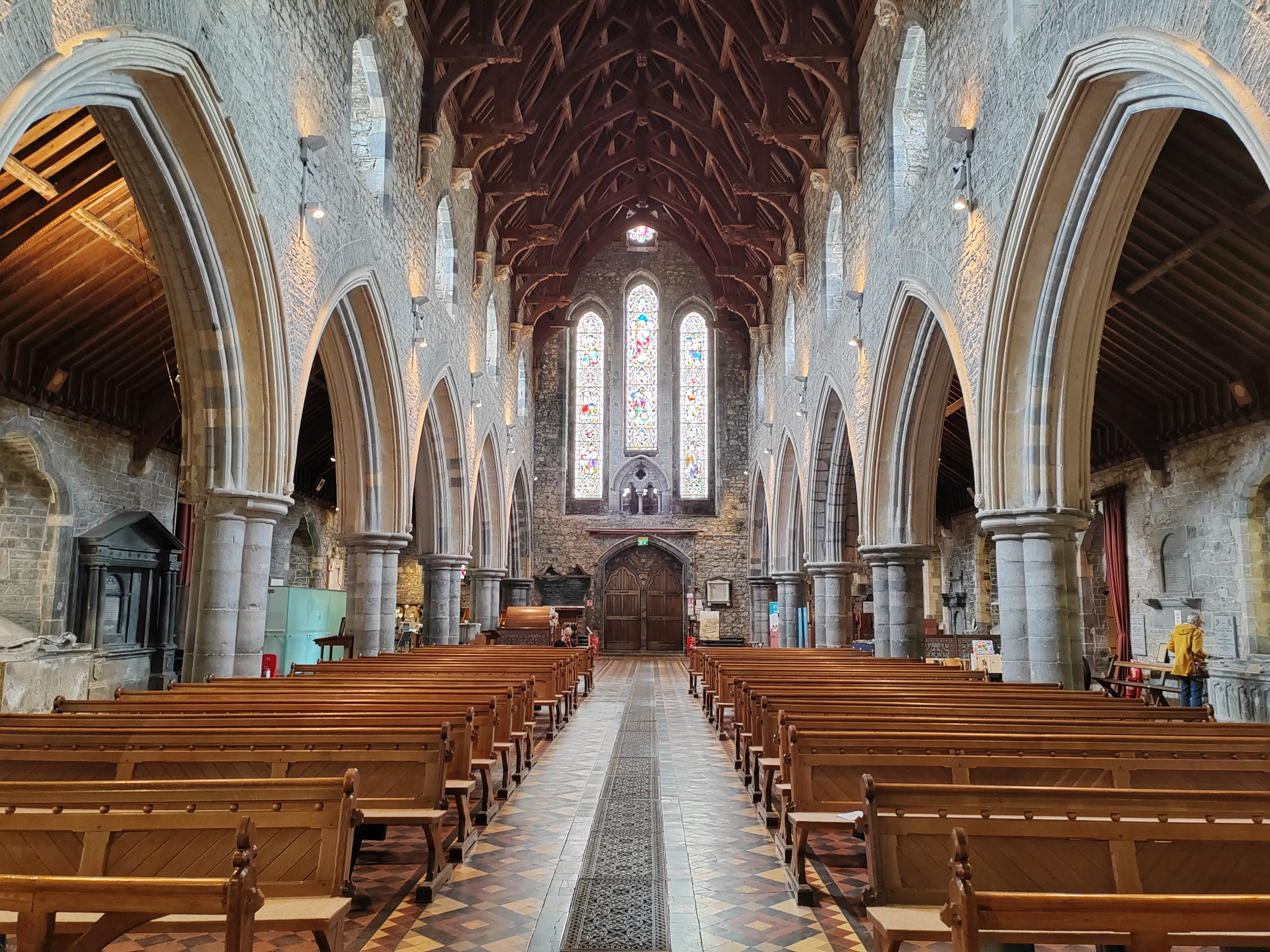
La nef vue depuis le chœur.
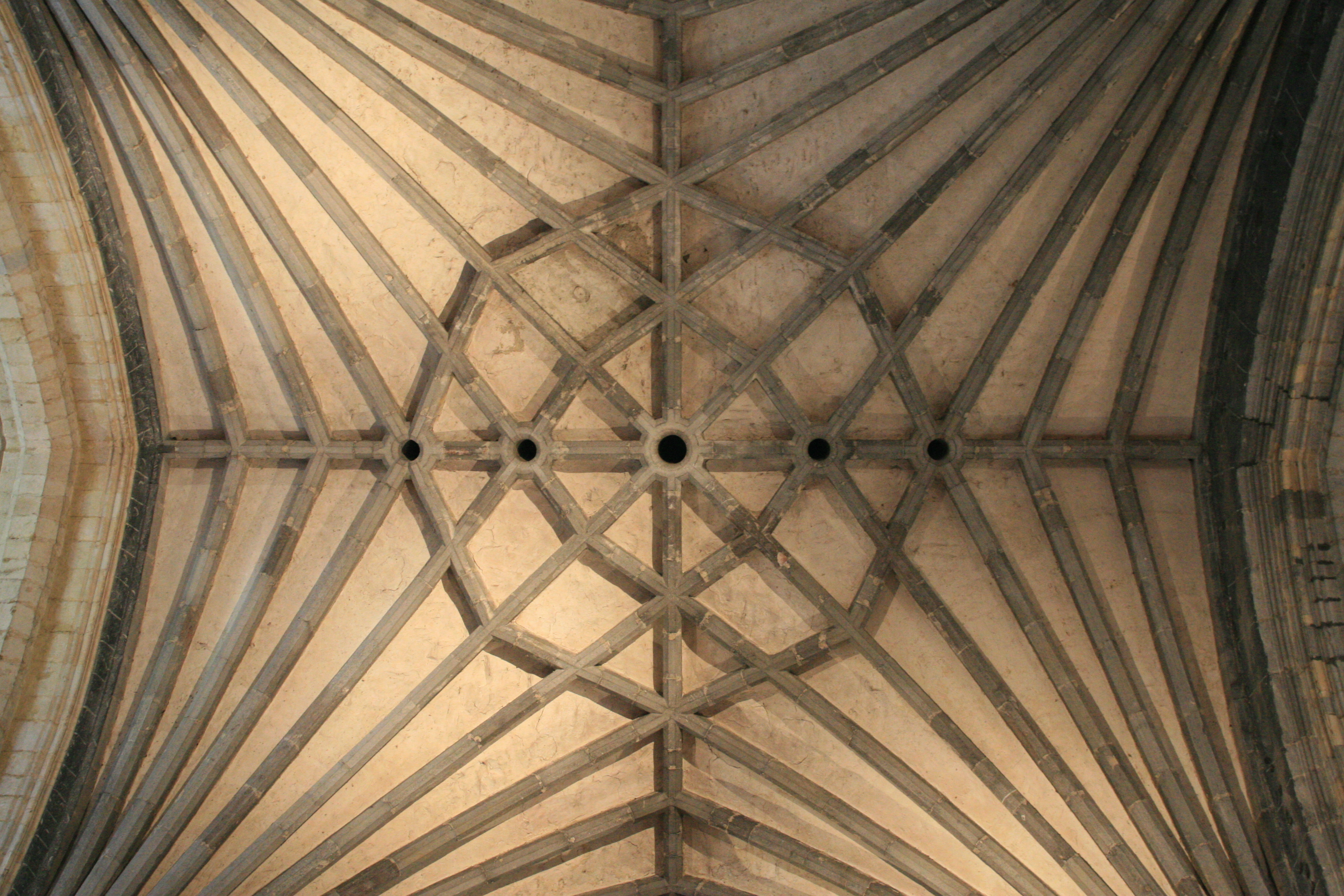
Voûte à la croisée du transept.
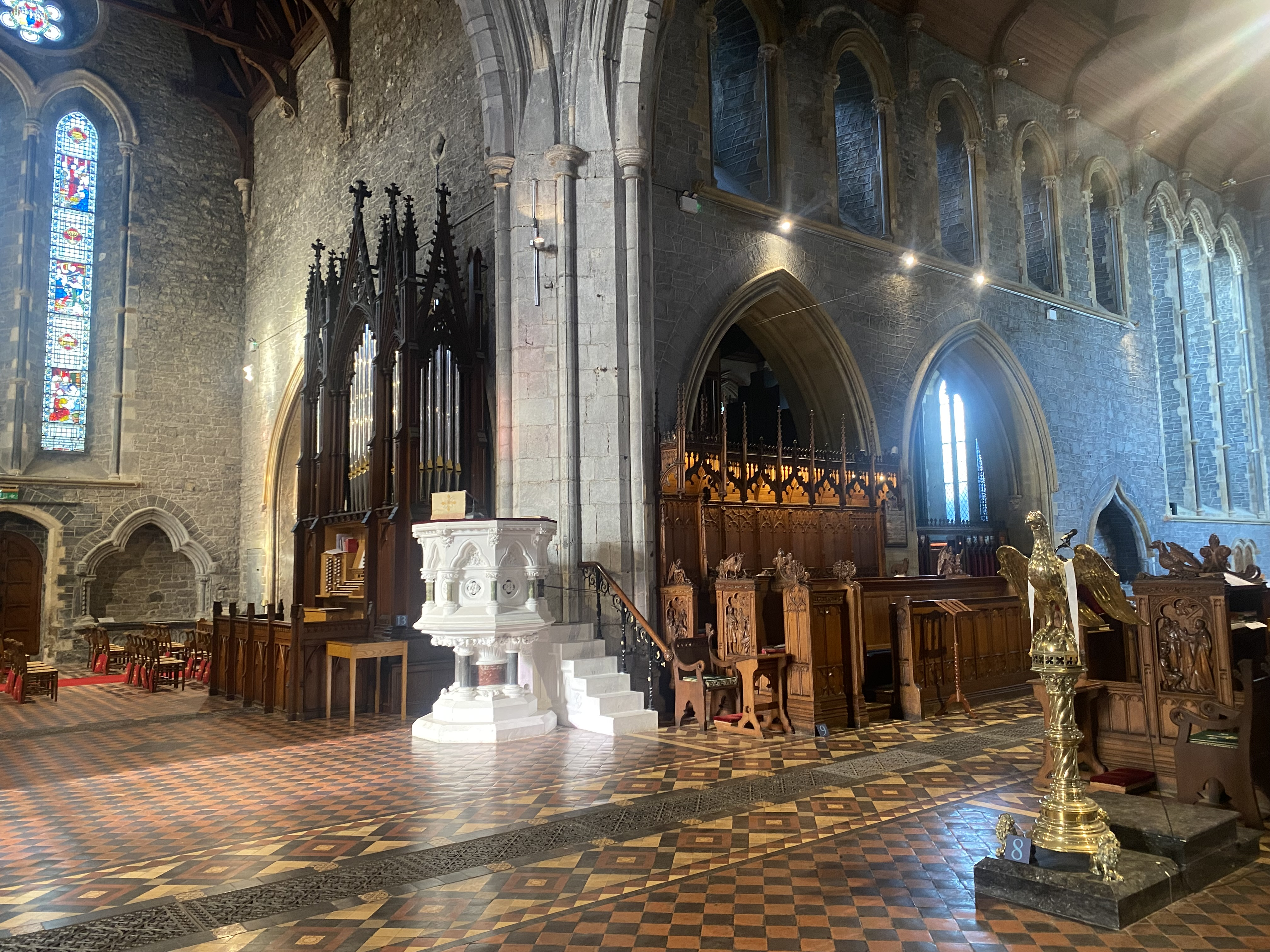
Orgue et stalles sculptées.
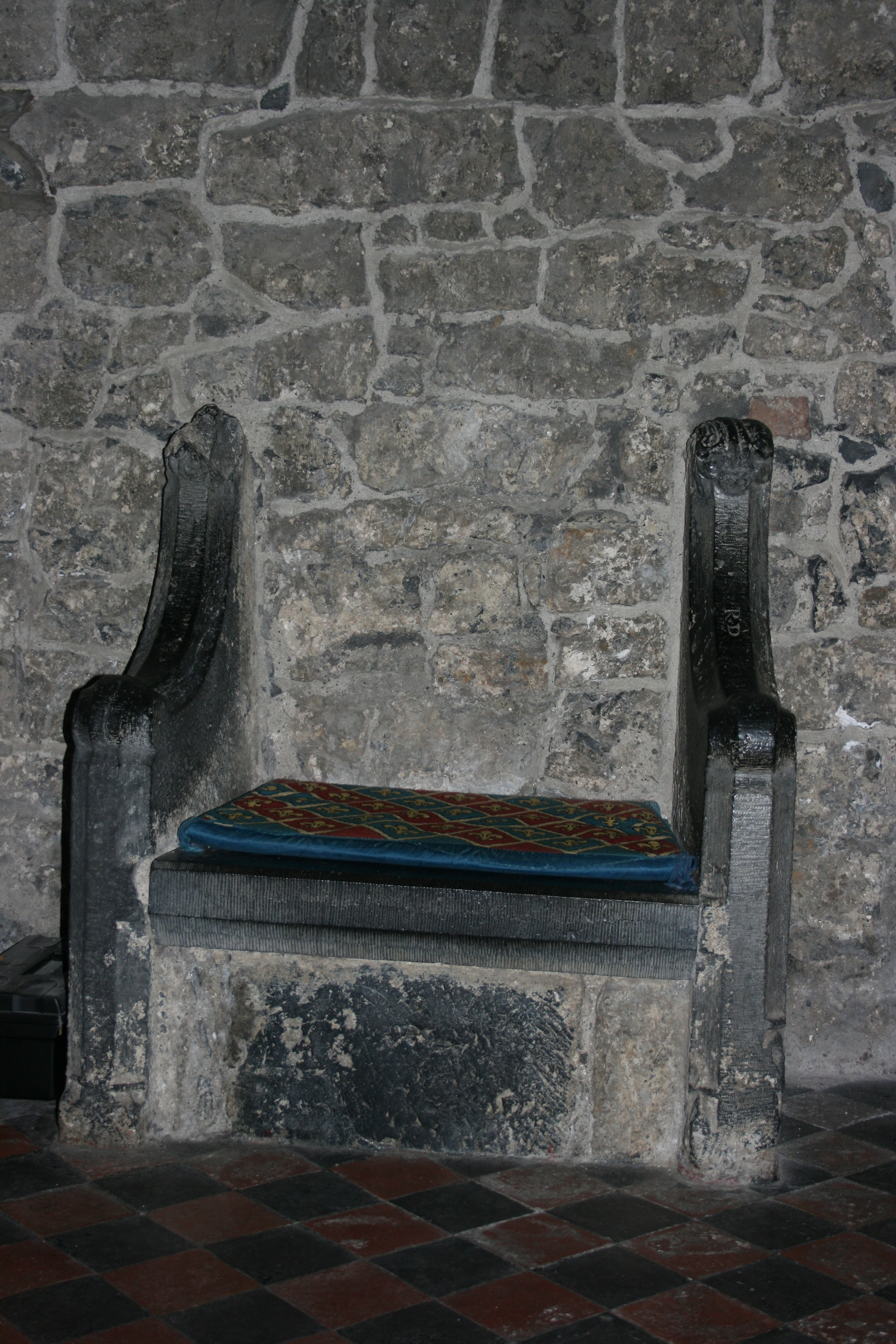
Trône de saint Kieran.
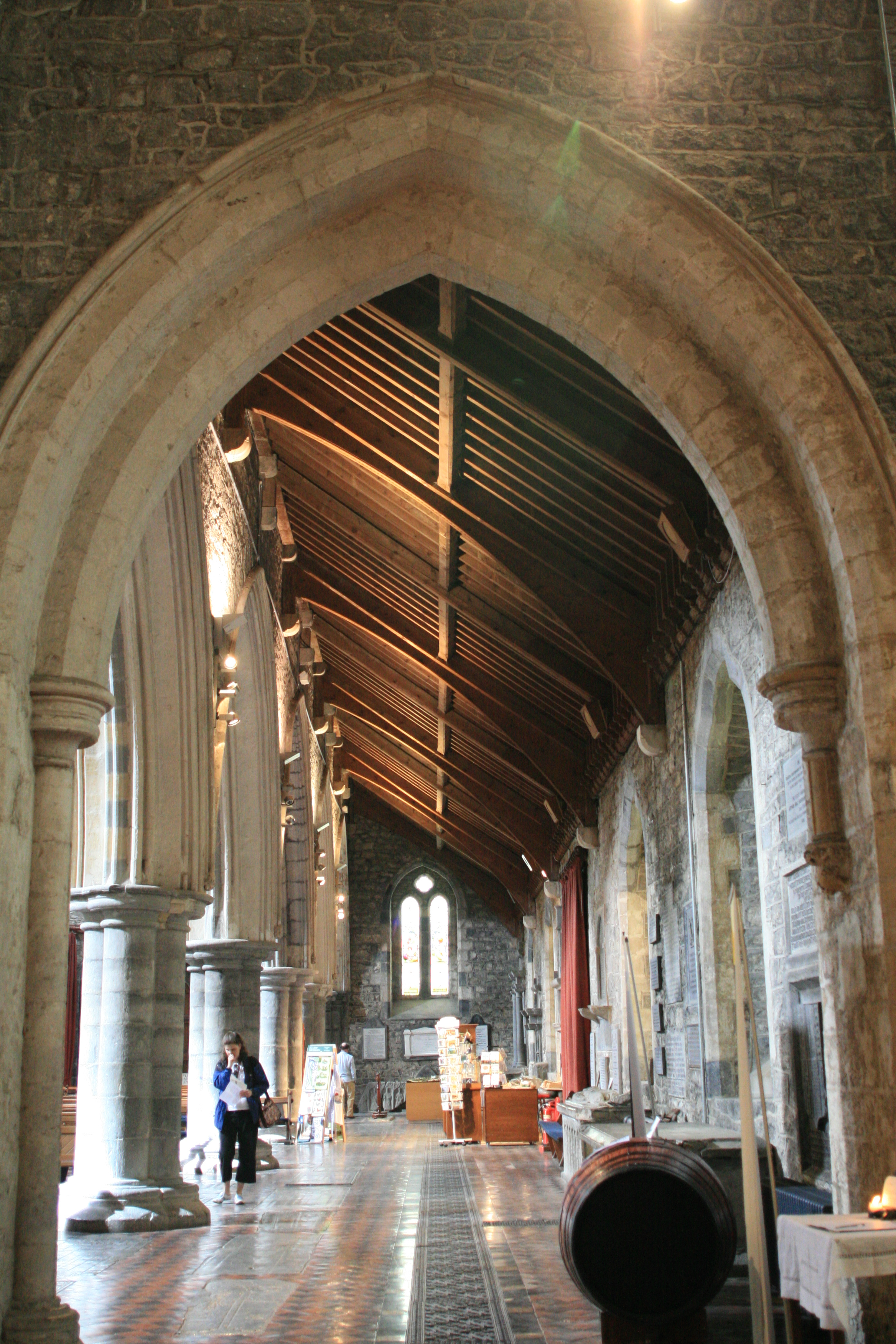
Collatéral nord, vu depuis le transept.

## Source
- (en) Cet article est partiellement ou en totalité issu de l’article de Wikipédia en anglais intitulé « St Canice's Cathedral » (voir la liste des auteurs).